# Montgradail
Montgradail – miejscowość i gmina we Francji, w regionie Oksytania, w departamencie Aude.
Według danych na rok 1990 gminę zamieszkiwało 60 osób, a gęstość zaludnienia wynosiła 13 osób/km² (wśród 1545 gmin Langwedocji-Roussillon Montgradail plasuje się na 841. miejscu pod względem liczby ludności, natomiast pod względem powierzchni na miejscu 1028.).